# المختار (مسلسل تلفزيوني)
المختار هو مسلسل درامي تاريخي مسيحي أمريكي. تم تأليفه وإخراجه والمشاركة في كتابته بواسطة المخرج السينمائي دالاس جينكينز، وهو أول مسلسل متعدد المواسم حول حياة وخدمة يسوع الناصري. تدور أحداث المسلسل بشكل أساسي في اليهودية والجليل في القرن الأول الميلادي، ويركز على يسوع والأشخاص الذين التقوا به وتبعوه. المسلسل من بطولة جوناثان رومي في دور يسوع بالإضافة إلى شاهار إسحاق وإليزابيث تابيش وباراس باتيل ونوح جيمس وجورج إتش زانثيس.
يستخدم المنتجون في المقام الأول نهج التمويل الجماعي لتمويل الإنتاج؛ أصبح مسلسل المختار أنجح مسلسل تلفزيوني أو مشروع فيلم ممول جماعيًا في التاريخ. يتم بث المسلسل مجانًا على التطبيق الخاص به، باستخدام نموذج الدفع المقدم للمشاهدين للمساهمة في التمويل لجعله مجانيًا للآخرين. وتأتي الإيرادات الإضافية من خلال الترخيص لمنصات البث الأخرى وشبكات التلفزيون والإصدارات المسرحية. بدأ التصوير في مواقع مستأجرة في تكساس. وقد أتيحت للمسلسل في وقت لاحق فرصة استخدام فيلم تدور أحداثه في القدس في ولاية يوتا والذي أنشأته كنيسة يسوع المسيح لقديسي الأيام الأخيرة (كنيسة LDS). بعد نجاح الموسمين الأولين، دخل المسلسل في شراكة مع المؤسسة المسيحية الوطنية ومؤسسة التأثير لإنشاء مجمع إنتاجي في تكساس مزود بمسرح صوتي وورش عمل ونسخة طبق الأصل من قرية كفرناحوم.
وفقًا لتحليل أجري عام 2022 بتكليف من منتجي العرض، فقد شاهد 108 ملايين شخص جزءًا على الأقل من العرض من خلال التطبيق ومنصات البث.
يتم توزيع المسلسل دوليًا بواسطة ليونزغيت ويتم تمويل ترجمته إلى لغات أخرى بواسطة مؤسسة تعال وانظر. تم تكييف العرض إلى سلسلة من الروايات التي كتبها والد جينكينز، المؤلف جيري ب. جينكينز، وسلسلة من الروايات المصورة بواسطة شركة كورفوس كوميكس، ومواد دراسة الكتاب المقدس المصاحبة التي نشرها ديفيد سي كوك.

## ملخص
تدور أحداث الموسم الأول في الجليل في القرن الأول، حيث يروي الموسم الأول كيف بدأ يسوع في بناء مجموعة من التلاميذ وخدمته، ودعوة أشخاص من خلفيات مختلفة للدراسة تحت إشرافه. قبل أن يقوم يسوع بأولى معجزاته، دعا المرأة المخلّصة مريم المجدلية؛ والنحات تداوس؛ والمغني يعقوب الصغير؛ والصيادين سمعان، وأندراوس، ويعقوب الكبير، ويوحنا. بعد المعجزة الأولى التي صنعها في عرس قانا الجليل، دعا يسوع الخدم توما والصانع راماح ليتبعاه. تم استدعاء متى العشار من قبل يسوع بعد شفاء المفلوج في كفرناحوم. وبينما تسافر المجموعة عبر السامرة، وبعد لقائه مع نيقوديموس، يبدأ يسوع خدمته العلنية عندما يكشف عن نفسه باعتباره المسيح لفوتينا، المرأة السامرية عند البئر.
في الموسم الثاني، تسافر المجموعة إلى المناطق المجاورة مثل السامرة، وسوريا، واليهودية، حيث يواصل يسوع بناء مجموعته من الطلاب. وبينما يستمر في صنع المعجزات أثناء الاستعداد لخطبة مهمة، يدعو يسوع أيضًا تلميذ يوحنا المعمدان فيليبس، والمهندس المعماري نثنائيل، والغيور سمعان القانوي وبينما تستمر كلمة يسوع في الانتشار في جميع أنحاء المنطقة، يواجه الفرص والصعوبات. ويبلغ الموسم ذروته مع الاستعدادات التي تجري لعظة الجبل، بمساعدة المتدرب التجاري يهوذا الإسخريوطي.
تعود المجموعة إلى كفرناحوم في الموسم الثالث، مع تزايد شعبية يسوع مما يثير قلق مجموعات مجتمعية وسياسية مختلفة، بما في ذلك الرومان والفريسيين. بعد عظة الجبل، أرسل يسوع رسله الإثني عشر، اثنين اثنين، للتبشير وإنجاز المعجزات بدونه، مما أدى إلى مواجهة التلاميذ لأكبر تحدٍ لهم حتى الآن. ثم يعود يسوع إلى مسقط رأسه الناصرة، مما يؤدي إلى التحول إلى خدمته في عام شعبيته. في ذروة الموسم في المدن العشر وفي بحر الجليل، أطعم يسوع الآلاف بالخبز والسمك ثم مشى على الماء.
في الموسم الرابع، تواجه المجموعة الحزن بعد إعدام يوحنا المعمدان على يد هيرودس أنتيباس بعد وعد قطعه لابنته الجديدة بعد رقصة غريبة. تغير اسم سمعان إلى بطرس بعد رحلة إلى "أبواب الجحيم". يستمر يسوع في إثارة الفريسيين والرومان بعد شفاء رجل أعمى يوم السبت، مما أدى إلى وفاة أحد أتباعه المقربين. ويظهر يسوع أيضًا وهو يزور مريم ومرثا ويقيم أخاهما من بين الأموات، قبل دخوله المنتصر إلى أورشليم.

## الطاقم الرئيسي
- شاهار اسحق في دور سمعان بطرس
- جوناثان رومي في دور يسوع
- إليزابيث تابيش في دور مريم المجدلية
- باراس باتيل في دور ماثيو
- نوح جيمس في دور أندرو
- جانيس دارداريس في دور زوهارا (الموسم 1)
- لارا سيلفا بدور إيدن (المواسم 1 و3 و4؛ الموسم الثاني كضيفة)
- شان شارما في دور شمويل
- نيك شاكور في دور زيبدي
- جورج إتش زانثيس في دور جون
- شايان صبحيان بدور بيج جيمس (الموسم 1، الحلقات 1-4)
- إريك أفاري في دور نيقوديموس (الموسم الأول)
- كيان كافوسي بدور بيج جيمس (الموسم الأول، الحلقات من 5 إلى 8)
- براندون بوتر بدور كوينتوس (المواسم 1 و3 و4؛ الموسم المتكرر 2)
- كيرك بي آر وولر في دور جايوس (المواسم 1 و3 و4؛ الموسم المتكرر 2)
- جيافاني كايرو في دور ثاديوس
- جوردان ووكر روس في دور ليتل جيمس
- آبي بوينو-جلاد في دور بيج جيمس (المواسم 2-4)
- جوي فاهدي في دور توماس (المواسم 2-4؛ الموسم الأول كضيف)
- ياسمين البسطامي بدور راماح (المواسم 2-4؛ ضيفة الموسم الأول)
- فانيسا بينافينتي بدور ماري (المواسم 2-4؛ الموسم الأول كضيفة)
- يوشي باريجاس في دور فيليب (المواسم 2-3)
- أوستن ريد أليمان في دور ناثانيال (المواسم 2-4)
- علاء صافي بدور سيمون ز. (المواسم 2-4)
- لوك دميان بدور يهوذا الإسخريوطي (المواسم 3-4؛ الموسم الثاني كضيف)
- إيفان جاسو بدور يوسف (المواسم 3-4؛ المواسم المتكررة 1-2)
- أمبر شانا ويليامز بدور تامار (المواسم 3-4؛ الموسم المتكرر 2؛ الموسم الضيف 1)
- إيليا ألكساندر في دور أتيكوس إيميليوس بولشر (المواسم 3–4؛ الموسم المتكرر 2)
- رضا دياكو في دور فيليب (الموسم 4)
- ديفيد أميتو في دور يوحنا المعمدان (الموسم الرابع؛ المواسم المتكررة من 1 إلى 3)

## الخلفية والإنتاج

### تطوير

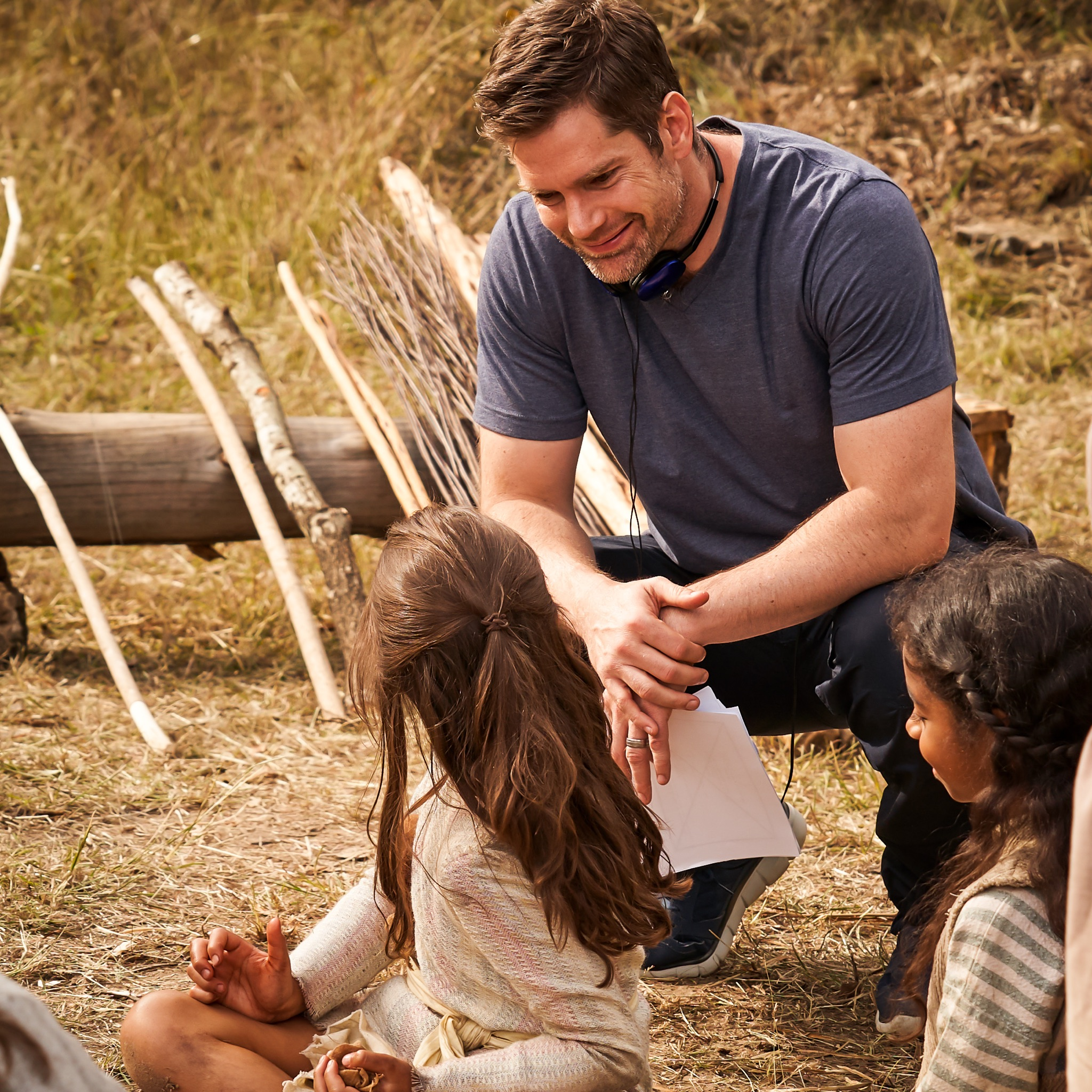
دالاس جينكينز يخرج الحلقة الثالثة من الموسم الأول من مسلسل المختار

في عام 2017، من خلال شركة الإنتاج الخاصة به، أفلام الكنيسة العمودية، أصدر دالاس جينكينز فيلمًا طويلًا بعنوان قيامة جافين ستون؛ لم يحقق الفيلم توقعات الاستوديو في شباك التذاكر. بينما كان يعمل على تحديد مشروعه القادم، بدأ جينكينز في مشاهدة العديد من البرامج التلفزيونية المختلفة وأدرك أنه لم يكن هناك أبدًا برنامج متعدد المواسم عن يسوع يمكن مشاهدته بنفس الطريقة.
عاد جينكينز إلى كتابة سيناريو فيلم قصير بعنوان الراعي. تم تصوير الفيلم في مزرعة أحد الأصدقاء في مارينجو، وقد كتب جينكينز السيناريو وكان ينوي عرض الفيلم خلال خدمة عشية عيد الميلاد في كنيسة الحصاد للكتاب المقدس في إلجين، إلينوي. بناءً على هذه الفكرة، توصل إلى مفهوم المختار كقصة متعددة المواسم حول حياة يسوع والتي يمكن أن تبني قصة خلفية بناءً على السياق الثقافي والتاريخي. وهذا سمح له بالتركيز بشكل أكبر على الأشخاص الذين التقوا بيسوع وتبعوه، ورؤيته من خلال أعينهم، وبالتالي تقديم يسوع بطريقة "أكثر شخصية وحميمية ومباشرة".
أصبحت خدمة بث الفيديو القائمة على الإيمان فيدانجل، والتي تُعرف الآن باسم أنجل ستوديوز، على علم بمسلسل الراعي وأظهرت اهتمامًا بالتوسع في مفهوم المسلسل المستند إلى يسوع. في ذلك الوقت، كانت فيدانجل متورطة في دعوى قضائية مع استوديوهات هوليوود الكبرى وبالتالي تسعى للحصول على محتوى أصلي لتوزيعه. واقترحوا وضع الفيلم القصير على الفيسبوك كمشروع تجريبي لسلسلة لمعرفة ما إذا كان سيتم توليد الاهتمام بعرض متعدد المواسم. أعرب جينكينز عن عدم تأييده الكامل لإمكانيات التمويل الجماعي، لكنه قرر تجربة المنصة. حصد الفيلم القصير أكثر من 15 مليون مشاهدة حول العالم.
اتجهت شركة فيدانجل، إلى جانب جينكينز وخبير استراتيجية تسويق الفيديو ديرال إيفز، إلى نموذج أعمال التمويل الجماعي لإنتاج المختار. سمح لهم أحد أحكام قانون JOBS الذي دخل حيز التنفيذ في عام 2016 بتقديم أسهم الملكية والأرباح من الإنتاج بدلاً من الامتيازات التعسفية التي تقدمها التمويل الجماعي العادي. جمعت الجولة الأولى من جمع التبرعات 11 دولارًا مليون دولار من أكثر من 16 ألف مستثمر للمشروع، حيث حصل كل منهم على حقوق ملكية في المشروع. وقد تفوق هذا المشروع على مسرح العلوم الغامضة 3000 باعتباره أفضل مشروع مسلسل تلفزيوني ممول جماعيًا. تسمح لهم حصتهم في الأسهم بالمشاركة في الأرباح ليس فقط من العرض نفسه ولكن أيضًا من مصادر الإيرادات الأخرى، مثل البضائع والكتب ومواد دراسة الكتاب المقدس. لن يحصل المساهمون الأغلبية على حصة من الأرباح حتى يحصل المستثمرون الأصليون على 120٪ من استثماراتهم.
بعد تمويل الموسم الأول عن طريق بيع الأسهم، استخدم العرض التمويل الجماعي التقليدي للمواسم اللاحقة، إلى جانب نموذج يقدم امتيازات تمويل جماعي أكثر تقليدية، مثل الظهور ككومبارس في الفيلم. جمع الموسم الثاني من التبرعات أكثر من 6 دولارات مليون من أكثر من 300000 مساهم اعتبارًا من 1 يوليو 2020. كما هو الحال مع المواسم السابقة، يواصل المنتجون استخدام نموذج الدفع المقدم الذي طورته أنجل ستوديوز للمساعدة في تمويل تطوير المواسم المستقبلية للعرض. حتى عام 2021، بلغ متوسط المساهمة من خلال جهود التمويل الجماعي 65 دولارًا.
في أكتوبر 2022، أقام المبدعون شراكة مع مؤسسة غير ربحية جديدة، مؤسسة تعال وانظر، والتي تم إنشاؤها لإدارة تمويل العرض.  تسمح حالة المنظمة غير الربحية للمساهمين بتلقي خصم ضريبي على تبرعاتهم. في مارس 2024، أعلن جينكينز عن تأخير إصدار الموسم الرابع عبر الإنترنت لأسباب قانونية ناجمة عن نزاع بين المختار، LLC وأنجل ستوديوز، مشيرًا إلى أن تكاليف إنتاج المسلسل أثبتت أن الطريقة السابقة للتمويل الجماعي غير مستدامة.
ويحصل العرض أيضًا على إيرادات من خلال الترخيص لمنصات البث الأخرى وشبكات التلفزيون، ومبيعات الفيديو والبضائع، والعروض الأولى المحدودة في دور السينما.
من المقرر إنتاج سبعة مواسم من المسلسل. في عام 2023، عين المدير التنفيذي السابق لشركة دريم ووركس مارك سوريان لقيادة تطوير عالم ترفيهي يتضمن أفلامًا وعروضًا مستقبلية تعتمد على السلسلة الأصلية.

### نص
على النقيض من الإنتاجات النموذجية التي تركز على الكتاب المقدس، أعطى جينكينز عمقًا أكبر لنصوصه من خلال إضافة قصص خلفية لشخصيات مختلفة من الأناجيل دون التناقض مع المواد الموجودة.  يتضح ذلك في شارة البداية للحلقة الأولى، والتي تتضمن ما يلي:
يستند مسلسل المخار إلى القصص الحقيقية الواردة في إنجيل السيد المسيح. وقد تم دمج أو تكثيف بعض المواقع والخطوط الزمنية. كما تمت إضافة قصص خلفية وبعض الشخصيات أو الحوار. ومع ذلك، فإن كل السياقات الكتابية والتاريخية وأي خيال فني مصممة لدعم حقيقة ونية الكتاب المقدس. ونشجع المشاهدين على قراءة الأناجيل. وقد تمت ترجمة الأسماء والمواقع والعبارات الأصلية إلى اللغة الإنجليزية لأي شيء يتم التحدث به.
على الرغم من أن العرض لديه ميل إنجيلي، هناك مستشارون من ثلاثة تقاليد إيمانية مسيحية يقدمون المدخلات. ويعمل كمستشارين الحاخام المسيحي جيسون سوبريل من وزارة الاندماج العالمية؛ والكاهن الكاثوليكي والمدير الوطني لإنتاجات المسرح العائلي الأب ديفيد جافي؛ وأستاذ العهد الجديد في جامعة بيولا الدكتور دوج هوفمان. يقومون بمراجعة النصوص وتوفير الحقائق أو السياق حول التاريخ الكتابي والثقافي والاجتماعي والسياسي لقصة القصة. تم تعيين عالم اللاهوت اليهودي الأرثوذكسي ديفيد نيكروتمان مستشارًا للموسم الرابع من العرض.
قال جينكينز إنه يستمد الإلهام الإبداعي من عروض مثل أضواء ليلة الجمعة (مسلسل) وذا واير (مسلسل)، بينما ذكر الكاتبان رايان سوانسون وتايلر تومسون ذا واير، وصراع العروش، وباتلستار غالاكتيكا، و ستار تريك: السلسلة الأصلية كمؤثرات لهما.

#### طاقم الممثلين

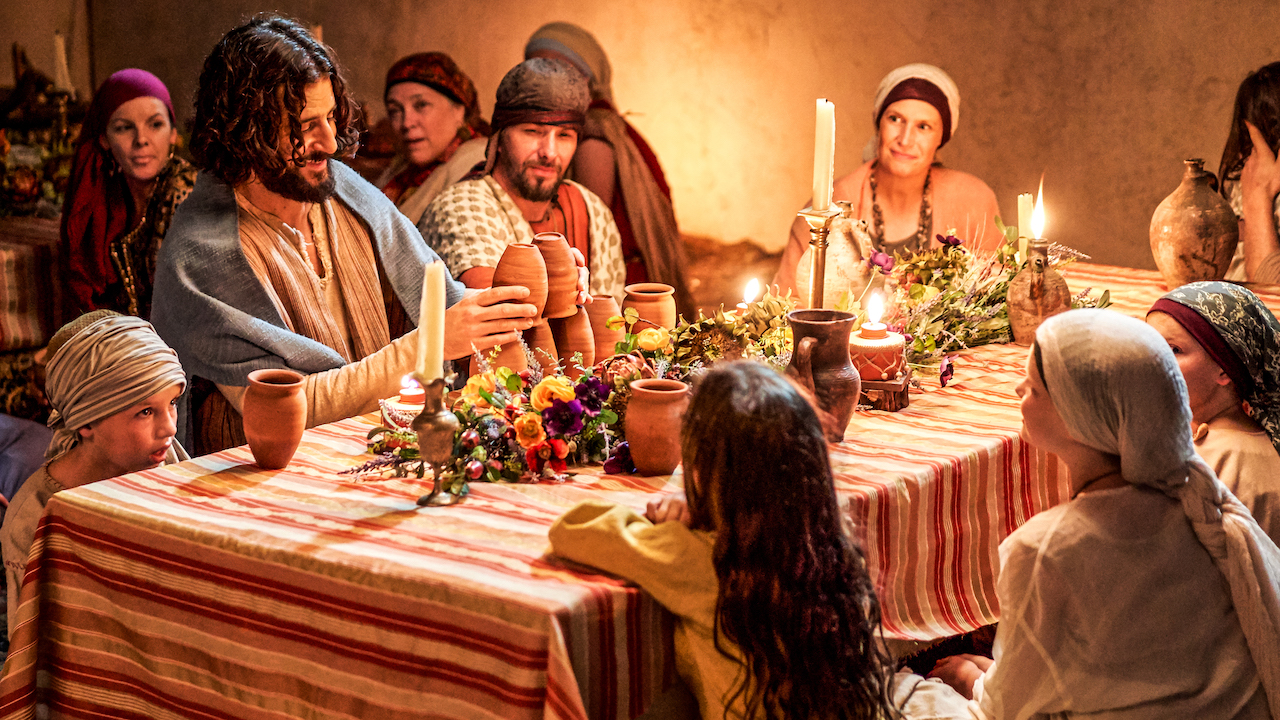
يسوع (جوناثان رومي) في الحلقة الخامسة من مسلسل المختار

يضم العرض العديد من الأشخاص ذوي البشرة الملونة كممثلين، وهو ما لا يحدث غالبًا في التلفزيون والأفلام المستندة إلى الكتاب المقدس. تجنب جينكينز "النجوم الكبار" و"الأشخاص البيض"، وحاول بدلاً من ذلك إعادة إنشاء صورة لكفرناحوم في القرن الأول الميلادي - والتي، نظرًا لوقوعها على طريق تجاري، كانت لتعكس تنوعًا في الأعراق والخلفيات.
وقد وصف العديد من أعضاء فريق التمثيل ارتباطًا عميقًا بالعرض والقصة وشخصياتهم. إليزابيث تابيش، التي كانت تفكر في ترك مسيرتها التمثيلية، وصفت الدور بأنه "دور أحلامها". قال جوناثان رومي إنه يهدف دائمًا إلى "تفريغ نفسه قدر الإمكان" للسماح للروح القدس بالعمل فيه من خلال النص وأدائه على الشاشة. في وصفه لتحضيراته للدور، قال رومي إنه "يقرأ كثيرًا ويعيد قراءة المواد المصدرية" لكن معظم التحضيرات كانت "في القسم الروحي".

### التصوير

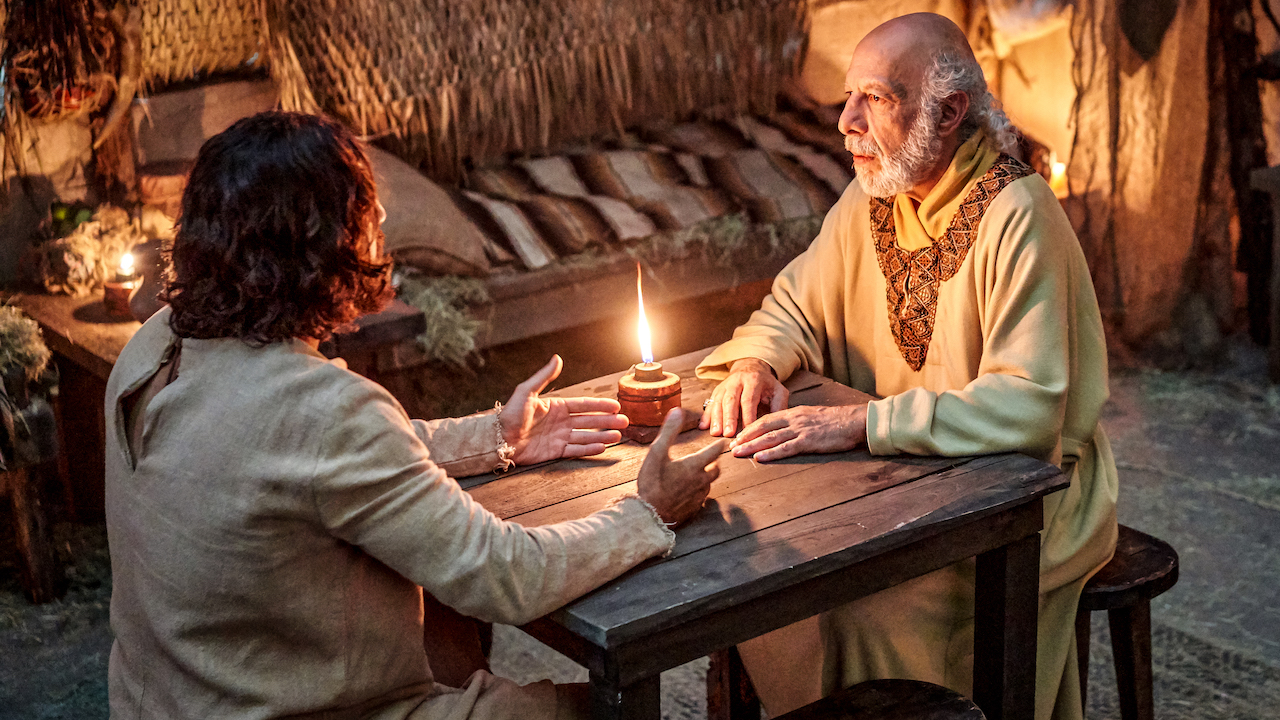
يسوع ونيقوديموس

تم تصوير الموسم الأول على مدار 60 يومًا في الغالب حول بولفيل وويذرفورد في تكساس، مع إضافة استوديو صوتي ومؤثرات بصرية في استوديو دالاس. بعد البحث عبر الإنترنت عن مواقع مناسبة، استقر المنتجون على قرية كفرناحوم الموجودة في بولفيل، وهو مكان يوفر تأجير مواقع الأفلام والتجارب الحية للسياح.

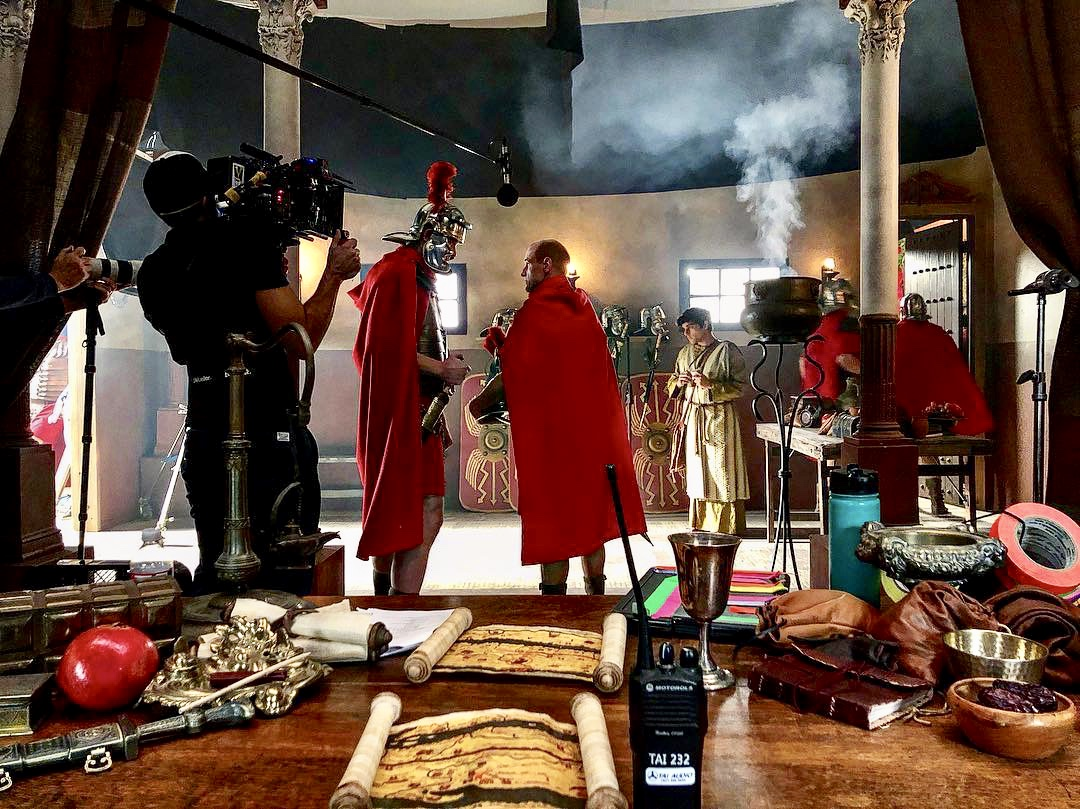
خلف كواليس تصوير مسلسل المختار من إنتاج شركة Roman Authority

تم نقل تصوير الموسم الثاني إلى مقاطعة يوتا، يوتا، إلى نسخة طبق الأصل من موقع تصوير فيلم في القدس تم بناؤه بواسطة كنيسة يسوع المسيح لقديسي الأيام الأخيرة (كنيسة LDS). تم بناء المجموعة في الأصل لتكرار معظم المواقع الأساسية للمدينة القديمة بشكل أصيل من أجل تصوير مشاهد لمقاطع فيديو الكتاب المقدس وكتاب مورمون التابعة لكنيسة LDS.  كجزء من الحرم الجنوبي لاستوديوهات LDS للأفلام السينمائية، فإن استخدام المجموعة من قبل المختار يمثل المرة الأولى التي يُسمح فيها لإنتاج غير تابع لكنيسة LDS بالتصوير هناك. تم التصوير خلال شهري أكتوبر ونوفمبر 2020. وفي تعليقه على مدى تشابه صحراء يوتا مع الأرض المقدسة، قال دالاس جينكينز إنهم لا يستطيعون إعادة إنشائها في أي مكان آخر - "لا يمكنك حتى الحصول على هذا في إسرائيل". 
أدى تصوير الموسم الثاني خلال جائحة كوفيد-19 إلى خلق تحديات أمام إنتاج الموسم الثاني. تم استخدام ألفي ممثل إضافي في تصوير مشهد العظة على الجبل، وكان مطلوبًا منهم جميعًا الحصول على اختبار تفاعل البوليميراز المتسلسل السلبي قبل التصوير. كما تم تطبيق احتياطات السلامة مثل الاختبارات المتعددة ومجموعات معدات الحماية الشخصية المناسبة لأعضاء فريق العمل. أدى اتباع بروتوكولات مرض فيروس كورونا 2019 إلى زيادة تكاليف الإنتاج بمقدار 750 ألف دولار إضافية.  كان لا بد من اختبار أي شخص يصل إلى المجموعة مسبقًا، وعند الوصول، كان مطلوبًا أخذ فترات راحة أطول لتناول الطعام، وكان لا بد من تعقيم جميع محطات الشعر والمكياج بانتظام.  وأشار جينكينز إلى أن الإنتاج شهد أقل من خمس حالات إيجابية أثناء التصوير.  
تم نقل تصوير الموسم الثالث إلى تكساس، إلى موقع في ميدلوثيان، تكساس، والذي تم اختياره لتشابهه مع الشرق الأوسط من حيث التضاريس والطقس.  هناك، دخلت منظمة المختار في شراكة مع مؤسسة المسيحية الوطنية ومؤسسة التأثير لبناء مجمع إنتاجي بقيمة 20 مليون دولار في موقع معسكر هوبليتزيل التابع لجيش الخلاص. عند الانتهاء من بنائه، سيتضمن المجمع استوديو صوتي، وورش عمل، ونسخة طبق الأصل من كفرناحوم. سوف تقوم شركة المختار باستئجار المنشأة، والتي سيتم استخدامها في نهاية المطاف لمشاريع سينمائية وتلفزيونية أخرى. بدءًا من أبريل 2022، تضمن تصوير الموسم الثالث تصويرًا لمدة أربعة أيام لمشهد إطعام الخمسة آلاف، باستخدام ما يقرب من 12 ألف كومبارس من 36 دولة. جاءت معظم الإضافات على نفقتهم الخاصة وصنعوا أزيائهم بأنفسهم.
بدأ إنتاج الموسم الرابع في مارس 2023 في ميدلوثيان. عندما اضطر المسلسل إلى التوقف عن التصوير في بداية إضراب نقابة ممثلي الشاشة (SAG-AFTRA) لعام 2023 في 14 يوليو 2023، بدأ المعجبون حملة صلاة عبر وسائل التواصل الاجتماعي. منح المسلسل إعفاءً لمواصلة التصوير في 16 يوليو 2023. وبموجب شروط الإعفاء، وافق منتجو العرض على الالتزام بشروط اتفاقية التفاوض الجماعي بأثر رجعي.
بدأ تصوير الموسم الخامس في 11 أبريل 2024 في ولاية يوتا، واكتمل الإنتاج في منشأة العرض في ميدلوثيان، تكساس.

#### أداء شباك التذاكر
| فيلم                                           | تاريخ الإصدار في الولايات المتحدة | إجمالي إيرادات شباك التذاكر |
| ---------------------------------------------- | --------------------------------- | --------------------------- |
| عيد الميلاد مع المختارين: الرسل                | 1 ديسمبر 2021                     | 13,728,000 دولار            |
| المختار الموسم الثالث: الحلقة 1 و 2            | 18 نوفمبر 2022                    | 14,679,613 دولار            |
| الحلقة النهائية للموسم الثالث من مسلسل المختار | 2 فبراير 2023                     | 5,589,142 دولار             |
| عيد الميلاد مع المختارين: الليلة المقدسة       | 15 ديسمبر 2023                    | 4,676,000 دولار             |
| المختار الموسم الرابع: الحلقات 1-3             | 1 فبراير 2024                     | 14,234,370 دولار            |
| المختار الموسم الرابع: الحلقات 4-6             | 15 فبراير 2024                    | 8,882,174 دولار             |
| المختار الموسم الرابع: الحلقات 7-8             | 29 فبراير 2024                    | 6,770,155 دولار             |
| المجموع                                        | المجموع                           | 68559454 دولار              |

## روابط خارجية
- الموقع الرسمي
- The Chosen على يوتيوب
- المختار  في قاعدة بيانات الأفلام على الإنترنت (بالإنجليزية)